# Палійчук Микола Васильович
Мико́ла Васи́льович Палійчу́к (нар. 17 серпня 1971, смт Ворохта, Івано-Франківська область) — український політик, Голова Івано-Франківської обласної державної адміністрації у 2007—2010 рр.

## Біографія
У 1991—1995 роках навчався в Тернопільській академії народного господарства на факультеті економіки та управління; отримав диплом бакалавра. У 1999—2004 роках навчався на юридичному факультеті Прикарпатського університету ім. В. Стефаника. Також у 2002—2005 роках навчався в Національній академії управління при Президентові України на факультеті вищих керівних кадрів, де отримав диплом магістра державного управління.
З серпня 1990 року по вересень 1991 року працював головним механіком при навчально-спортивному центрі «Авангард» у смт Ворохта. Після закінчення Тернопільської академії народного господарства був приватним підприємцем у м. Яремче Івано-Франківської області. За даними довідника «Ділова Яремчанщина», займався бізнесом у галузі парфумерно-косметичних товарів.
У грудні 2002 року склав присягу державного службовця.

### Родина
Батько Василь Миколайович (1936—2004); мати Марія Юліанівна (1942) — пенсіонерка. Одружений, має трьох дітей. Дружина Наталія Дмитрівна (1978) — підприємець; дочки Вікторія (2002), Юліана (2003); син Віталій (2005).

## Політична діяльність
З березня 1998 року по березень 2002 року Палійчук Микола Васильович був депутатом Яремчанської міської ради. У квітні 2002 року його було обрано міським головою м. Яремче; на цій посаді він перебував до жовтня 2007 року.
З жовтня 2007 по березень 2010 — голова обласної державної адміністрації; м. Івано-Франківськ. Державний службовець 1-го рангу.
Член партії «Народний союз „Наша Україна“» (НСНУ). Голова Яремчанської міської організації, заступник голови Івано-Франківської обласної організації НСНУ (з березня 2005). У березні 2006 року був кандидатом у народні депутати України від Блоку «Наша Україна» (№ 341 в списку). У місцевих виборах 31 жовтня 2010 року пройшов по Яремчанському виборчому округу як депутат-мажоритарник в Івано-Франківську облраду від партії «Наша Україна».
Член правління Асоціації міст України та громад (з грудня 2002). Член Ради міських голів при Президентові України (з грудня 2006).

## Нагороди
Орден «За заслуги» III ст. (22 червня 2007 р.)